# UFC on ABC: Emmett vs. Topuria
UFC on ABC: Emmett vs. Topuria (también conocido como UFC on ABC 5) fue un evento de artes marciales mixtas producido por Ultimate Fighting Championship que tuvo lugar el 24 de junio de 2023 en el Jacksonville Veterans Memorial Arena en Jacksonville, Florida, Estados Unidos.

## Antecedentes
El evento marcó la sexta visita de la promoción a Jacksonville y la primera desde UFC 273 en abril de 2022.
Un combate de peso pluma entre Josh Emmett e Ilia Topuria se esperaba originalmente para servir como el evento principal de UFC on ESPN: Vettori vs. Cannonier una semana antes, pero fue reprogramado para encabezar este evento en su lugar.
Se esperaba un combate de peso medio entre Gregory Rodrigues y Dennis Tiuliulin para este evento. Sin embargo, el combate se pospuso para UFC 292 debido a una retirada no revelada de Tiuliulin.
Se esperaba un combate de peso ligero entre Trevor Peek y Victor Martinez para este evento. Sin embargo, Martinez se retiró por razones desconocidas y fue sustituido por Jose Mariscal.
Se esperaba un combate de peso medio entre Punahele Soriano y Sedriques Dumas para este evento. Sin embargo, el 15 de junio se anunció que Soriano se retiraba por razones no reveladas y era sustituido por Cody Brundage.
En el pesaje, Loik Radzhabov y Kleydson Rodrigues no alcanzaron el peso. Radzhabov pesó 157.25 libras y Rodrigues pesó 129 libras, una libra y cuarto por encima del peso ligero y tres libras por encima del límite de peso mosca, respectivamente. El combate de Radzhabov continuó en el peso acordado y fue multado con el 20% de su bolsa, que fue a parar a su oponente Mateusz Rebęcki. Como resultado de no alcanzar el peso, se canceló el combate de Rodrigues contra Tatsuro Taira.

## Resultados
1. ↑  Un piquete accidental en el ojo hizo que Tafa no pudiera continuar.

## Premios de bonificación
Los siguientes luchadores recibieron bonificaciones de $50000 dólares.
- Pelea de la Noche: Ilia Topuria vs. Josh Emmett
- Actuación de la Noche: David Onama y Maycee Barber